# Eoghan Kenny

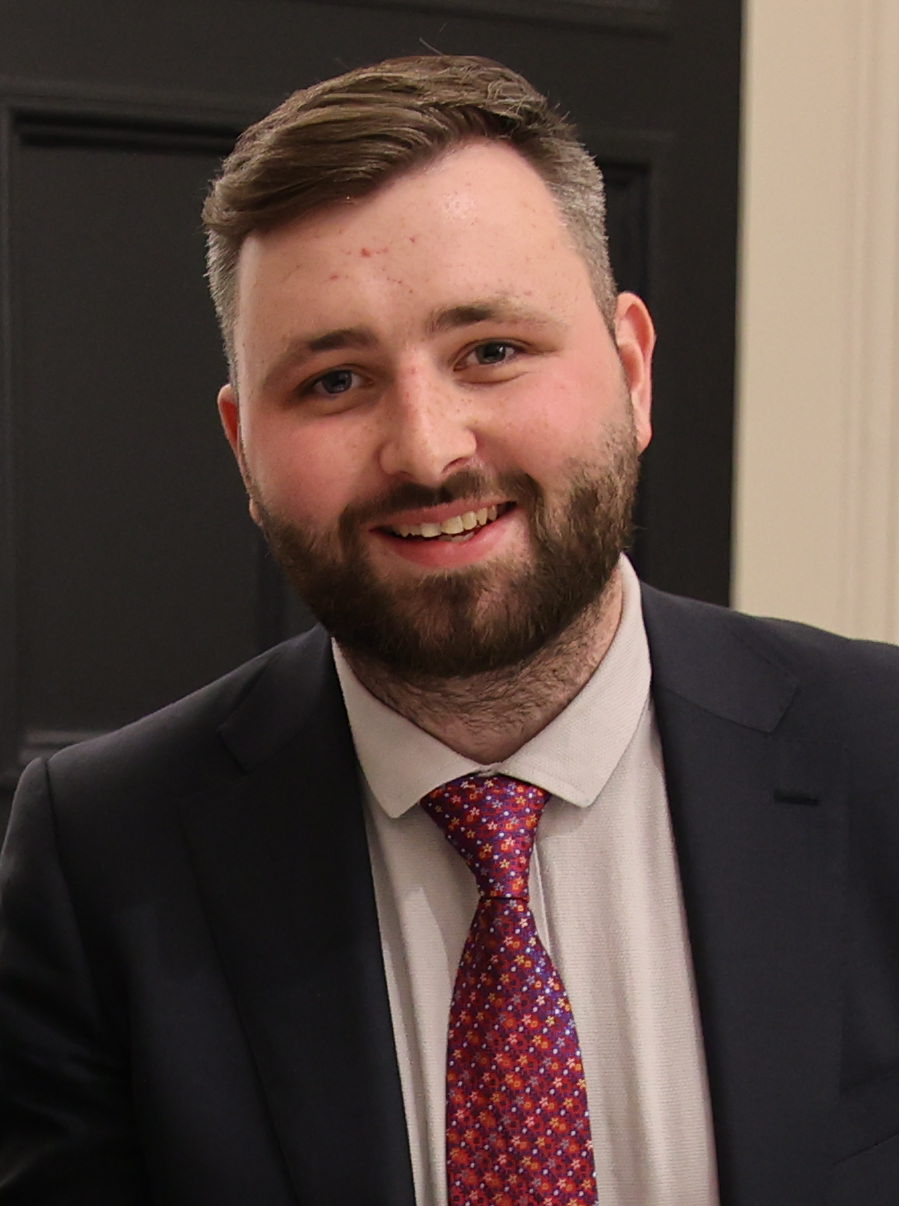
Eoghan Kenny (2024)

Eoghan Kenny (* Februar 2000 in Mallow, County Cork) ist ein irischer Politiker der Irish Labour Party, für die er als Teachta Dála im Dáil Éireann, dem Unterhaus des Oireachtas, sitzt.

## Leben
Kenny wuchs im County Cork auf und studierte schließlich auf Lehramt am Mary Immaculate College der University of Limerick. Seinen Abschluss erhielt er 2023. Er arbeitet dann als Lehrer an der Mayfield Community School in Cork. 2024 rückte er zunächst in den Cork County Council nach und wurde dann bei den regulären Kommunalwahlen in den Council gewählt. Bei den Wahlen zum Dáil Éireann 2024 trat er erstmals im Wahlkreis Cork North Central an und wurde gewählt. Er ist der jüngste Abgeordnete im 34. Dáil.